# Ircinia pellita
Ircinia pellita är en svampdjursart som beskrevs av Rao 1941. Ircinia pellita ingår i släktet Ircinia och familjen Irciniidae.
Artens utbredningsområde är havet utanför Indien. Inga underarter finns listade i Catalogue of Life.